# باده‌کند (۲)
باده‌کند (به ترکی آذربایجانی: Badakənd) یک منطقهٔ مسکونی در جمهوری آذربایجان است که در شهرستان شمکور واقع شده‌است.